# Kyōichi Katayama
Pour les articles homonymes, voir Katayama.
Kyōichi Katayama (片山 恭一, Katayama Kyōichi), né le 5 janvier 1959, est un écrivain japonais.
Il est né dans la préfecture d'Ehime et diplômé de l'université de Kyūshū. Son premier roman notable fut Kehai (Sign). Ce livre a reçu le prix Bungakkai des débutants.
Son plus grand succès est Un cri d'amour au centre du monde (Sekai no Chūshin de, Ai wo Sakebu, 世界の中心で、愛をさけぶ), vendu à près de 3 500 000 exemplaires. Le roman fut adapté en manga (dessiné par Kazumi Kazui) puis en film. C'est à ce jour son seul roman traduit en français.